# The Great Rock ’n’ Roll Swindle (dal)
A The Great Rock 'n' Roll Swindle a Sex Pistols brit punkegyüttes egyik kislemeze. 1979. szeptember 12-én jelent meg Edward Tudor-Pole énekes közreműködésével.

## Felvételek
Dave Goodman producer szerint mindkét dalt a The Who Ramport Studios-ában vették fel, ő maga basszusgitározott mindkét dalon. Edward Tudor-Pole szerint a dalt eredetileg Steve Jones énekelte fel.
A végső éneket egy énekesek számára megtartott meghallgatás második napján rögzítették. Edward Tudor-Pole és további három emberrel készítettek felvételeket, ezeket később összevágták. A filmzenei album füzete szerint a film- és zenei felvételekre a Duchess Theatre-ben került sor 1978 júniusában; Johnny Rottem életrajzában azt írja, a felvételek a Rainbow Theatre-ben készültek, nem messze szülei otthonától.
A B-oldalas Rock Around The Clock dalt néhány héttel később rögzítették.

## Helyezések
- A kislemez 6 hetet töltött a brit top 75-ben, 1979. október 13-án érte el a 21. helyet.[3]
- A Virgin Records Hollandiában és Nyugat-Németországban is megjelentette a kislemezt, de nem került fel a listákra.